# Novokroutchininski
Novokroutchininski (en russe : Nовокручининский) est une commune urbaine du kraï de Transbaïkalie, en Russie. Sa population s'élevait à 10 166 habitants en 2010.

## Géographie
Novokroutchininskii se trouve à 39 km au sud-est de Tchita, capitale régionale.

## Population
Recensements (*) ou estimations de la population  :
| 1959* | 1970* | 1979* | 1989*  | 2002* | 2010*  |
| ----- | ----- | ----- | ------ | ----- | ------ |
| 4 773 | 7 759 | 9 375 | 10 070 | 9 817 | 10 166 |